# Évasion (film, 1954)
Pour les articles homonymes, voir Évasion (homonymie).
Pour plus de détails, voir Fiche technique et Distribution.
Évasion (The Young Lovers) est un film britannique réalisé par Anthony Asquith, sorti en 1954.

## Synopsis
Ted Hutchens, attaché à l'ambassade américaine à Londres, s'éprend d'Anna, la fille d'Anton Szobeck, un diplomate soviétique. Leurs chancelleries respectives les espionnent, soupçonnant l'un et l'autre de trahir leur pays. À la demande de son père, Anna est sur le point de renoncer à sa liaison avec Ted, mais change d'avis lorsqu'elle se découvre enceinte. Tous deux sont contraints de fuir, poursuivis par les Américains et par les hommes de Szobeck. Trouvant sur une plage les débris d'un frêle esquif, les poursuivants croient les fugitifs morts...

## Fiche technique
- Titre original : The Young Lovers
- Titre américain : Chance Meeting
- Titre français : Évasion
- Réalisation : Anthony Asquith
- Scénario : Robin Estridge et George Tabori
- Direction artistique : John Howell, John Box
- Décors : Arthur Taksen
- Costumes : Yvonne Caffin
- Photographie : Jack Asher
- Son : John W. Mitchell, Gordon K. McCallum
- Musique : Benjamin Frankel, d'après Le Lac des cygnes de Piotr Ilitch Tchaïkovski
- Montage : Frederick Wilson
- Production : Anthony Havelock-Allan
- Production déléguée : Earl St. John
- Société de production : British and Dominions Film Corporation
- Société de distribution : General Film Distributors
- Pays d'origine :  Royaume-Uni
- Langue originale : anglais
- Format : Noir et blanc  — 35 mm — 1,37:1 — son mono
- Genre : Film romantique
- Durée : 96 minutes
- Dates de sortie : 
  - Royaume-Uni : 24 août 1954
  - France : 15 avril 1955

## Distribution
- Odile Versois : Anna Szobek
- David Knight : Ted Hutchens
- Theodore Bikel : Joseph
- Joseph Tomelty : Moffatt
- Paul Carpenter : Gregg Pearson
- Peter Illing : Dr Weissbrod
- John McLaren : Colonel Margetson
- David Kossoff :Anton Szobek
- Bernard Rebel : Stefan
- Jill Adams : Judy
- Dora Bryan : la téléphoniste
- Peter Dyneley : Regan
- Percy Herbert : Richards
- Betty Marsden

## Récompenses
- BAFTA 1955
  - meilleur scénario britannique : Robin Estridge et George Tabori
  - révélation de l'année : David Kossoff